# Comuna Köping
Köping (Köpings kommun) este o comună din comitatul Västmanlands län, Suedia, cu o populație de 25.237 locuitori (2013).

## Geografie

### Zone urbane
Lista celor mai mari zone urbane din comună (anul 2015) conform Biroului Central de Statistică al Suediei:
| Nr | Zona urbană | Pop.   |
| -- | ----------- | ------ |
| 1  | Köping      | 18.355 |
| 2  | Kolsva      | 2.440  |
| 3  | Munktorp    | 453    |

## Demografie
| \| Evoluția demografică în comuna Köping, 1970–2015 \| Evoluția demografică în comuna Köping, 1970–2015 \| Evoluția demografică în comuna Köping, 1970–2015 \| Evoluția demografică în comuna Köping, 1970–2015 \| Evoluția demografică în comuna Köping, 1970–2015 \| \| ----------------------------------------------------------------------------------------------------- \| ------------------------------------------------ \| ------------------------------------------------ \| ------------------------------------------------ \| ------------------------------------------------ \| \| An \| \| \| Locuitori \| \| \| 1970 \| 1970 \| \| 29718 \| 29718 \| \| 1975 \| 1975 \| \| 27872 \| 27872 \| \| 1980 \| 1980 \| \| 27201 \| 27201 \| \| 1985 \| 1985 \| \| 26371 \| 26371 \| \| 1990 \| 1990 \| \| 26444 \| 26444 \| \| 1995 \| 1995 \| \| 26137 \| 26137 \| \| 2000 \| 2000 \| \| 24763 \| 24763 \| \| 2005 \| 2005 \| \| 24646 \| 24646 \| \| 2010 \| 2010 \| \| 24905 \| 24905 \| \| 2015 \| 2015 \| \| 25557 \| 25557 \| \| Sursa: SCB - Statistika Centralbyrån, Folkmängd efter region, civilstånd, ålder och kön. År 1968–2016 \| \| \| \| \| |      |  |           |       |
| Evoluția demografică în comuna Köping, 1970–2015 |      |  |           |       |
| An |      |  | Locuitori |       |
| 1970 | 1970 |  | 29718     | 29718 |
| 1975 | 1975 |  | 27872     | 27872 |
| 1980 | 1980 |  | 27201     | 27201 |
| 1985 | 1985 |  | 26371     | 26371 |
| 1990 | 1990 |  | 26444     | 26444 |
| 1995 | 1995 |  | 26137     | 26137 |
| 2000 | 2000 |  | 24763     | 24763 |
| 2005 | 2005 |  | 24646     | 24646 |
| 2010 | 2010 |  | 24905     | 24905 |
| 2015 | 2015 |  | 25557     | 25557 |
| Sursa: SCB - Statistika Centralbyrån, Folkmängd efter region, civilstånd, ålder och kön. År 1968–2016 |      |  |           |       |